# PRS Custom 24

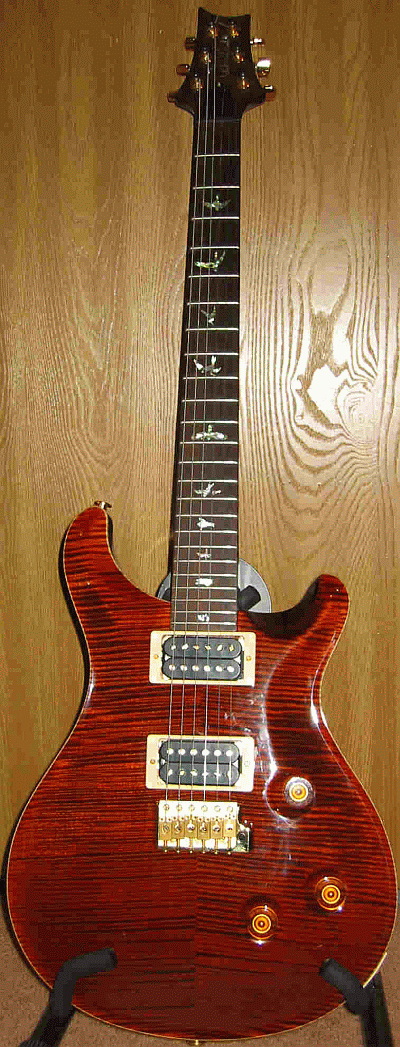
Eine PRS Custom 24 E-Gitarre, Modell Artist

Die PRS Custom 24 ist ein E-Gitarren-Modell mit Massivholz-Korpus (englisch: Solidbody) des US-amerikanischen Gitarrenbauers Paul Reed Smith und seiner Firma PRS Guitars. Die Custom 24 war das erste von PRS in Serie produzierte Gitarrenmodell und wurde im Jahr 1985 bei deren erstem Messeauftritt auf der US-Musikmesse NAMM Show der Öffentlichkeit vorgestellt. Das Modell begründete den Markterfolg von PRS Guitars als einer der bedeutendsten US-amerikanischen Hersteller von E-Gitarren.

## Konstruktionsform
Die Custom 24 hat als erstes von Paul Reed Smith angebotenes Modell alle Konstruktionsmerkmale, die seitdem mit den E-Gitarren des Herstellers PRS verbunden werden.
Der Umriss des Korpus der PRS Custom 24 ist an den der 1955 vorgestellten Les Paul Special angelehnt – ein Sondermodell der vom Hersteller Gibson gebauten E-Gitarre Gibson Les Paul. Wie die Les Paul Special des Konkurrenten Gibson hat die PRS Custom 24 je einen Korpuseinschnitt (engl.: Cutaway) auf beiden Seiten des Übergangs zum Instrumentenhals, um das Spielen der Gitarre in hohen Tonlagen zu erleichtern. Weitere, an Standard-Les-Paul-Gitarrenmodelle angelehnte Merkmale der Custom 24 sind der Korpus aus Mahagoni mit einer Decke aus Ahornholz, der in den Korpus eingeleimte Mahagoni-Hals sowie die Ausstattung des Instruments mit zwei elektromagnetischen Tonabnehmern in Nebengeräusch-freier Doppelspulenbauweise (engl.: Humbucker).
Neben diesen Gemeinsamkeiten überwiegen jedoch die eigenständigen Konstruktionsmerkmale, die die Custom 24 deutlich von Gitarrenmodellen der Mitbewerber unterscheiden. Eine charakteristische Eigenschaft von PRS-Gitarren ist deren Mensur von 25 Zoll (635 Millimeter). Dieses Maß liegt annähernd exakt zwischen den Mensuren, die von den Herstellern Gibson (24,56 Zoll/624 mm) und Fender (25,5 Zoll/648 mm) standardmäßig für ihre Solidbody-E-Gitarren verwendet werden. Weitere eigenständige PRS-Merkmale sind die Kopfplatte mit der Signatur von Paul Reed Smith als Logo, die 24 Bünde des Instruments, eine spezielle Fräsung der gewölbten Ahornholz-Decke sowie die charakteristischen Perlmutt-Einlagen (Intarsien) im Palisander-Griffbrett, die die stilisierten Umrisse von Vögeln im Flug abbilden. Das Vibratosystem der Custom 24 ist eine Eigenentwicklung von PRS Guitars, das auf dem „klassischen“ Vibrato des Fender-Modells Stratocaster aufbaut und das dessen Stimmstabilität verbessert.
Eine Innovation von PRS, die mit der Custom 24 erstmals in die Serienproduktion ging, ist die Art der Lackierung der auf den Korpus aufgeleimten Instrumentendecke. Diese wird lediglich auf der Oberseite mit einer farbigen Schmuck-Lackierung versehen; der bis zu etwa 1,5 Zentimeter breite Rand der Decke erhält eine farblose Klarlackierung. Dadurch entsteht der optische Eindruck einer hellen Zier-Einfassung des Korpus (engl.: Binding) ohne die im Gitarrenbau dafür übliche Verwendung von schmalen Kunststoffstreifen.
Der Klang dieser Gitarre gilt als sehr vielfältig. Dies wird besonders durch erweiterte Schaltungs- und Kombinationsmöglichkeiten der insgesamt vier Spulen der beiden Tonabnehmer erreicht: Mittels eines in einem Fach im Korpus untergebrachten Potentiometers, der mit einem auf der Instrumentendecke angebrachten Drehknopf geschaltet wird (von PRS als “5-way rotary switch” bezeichnet) lassen sich fünf verschiedene Tonabnehmer-Schaltungen und damit unterschiedliche Klänge abrufen. Die Tonabnehmer können einzeln für sich als Humbucker oder aufgetrennt als unterschiedlich kombinierbare Single-Coil-Paare in Reihe, seriell oder parallel aktiviert werden. Durch diese Split-Coil-Schaltung werden mehrere Klangvariationen von einzel- und doppelspuligen Tonabnehmern in einem Instrument ermöglicht.
Die Gitarre und mit ihr die Firma PRS erhielten große Aufmerksamkeit, da berühmte Gitarristen wie Carlos Santana mit dieser damaligen No-Name-Marke auftraten (auch wenn diese speziell angefertigte Modelle und nicht die Custom 24 spielten). Beginnend mit dem Modell Custom 24 konnte sich PRS Guitars als heute drittgrößter US-amerikanischer E-Gitarren-Hersteller nach den Firmen Gibson und Fender etablieren.